# Killswitch Engage (album)
Killswitch Engage is het debuutalbum van Killswitch Engage, uitgebracht in 2000 door Ferret Records. In 2005 bracht Roadrunner Records de plaat opnieuw uit met vier demonummers uit 1999.

## Track listing
1. Temple from the Within – 3:45
2. Vide Infra – 3:34
3. Irreversal – 4:17
4. Rusted Embrace – 4:25
5. Prelude – 1:55
6. Soilborn – 3:27
7. Numb Sickened Eyes – 3:35
8. In the Unblind – 2:52
9. One Last Sunset – 3:57

## Track listing heruitgave
Op de heruitgave uit 2005 stonden volgende nummers:
1. Temple from the Within – 3:45
2. Vide Infra – 3:34
3. Irreversal – 4:17
4. Rusted Embrace – 4:25
5. Prelude – 1:55
6. Soilborn – 3:27
7. Numb Sickened Eyes – 3:35
8. In the Unblind – 2:52
9. One Last Sunset – 3:57
10. Prelude (1999 Bonus Demo) – 2:03
11. Soilborn (1999 Bonus Demo) – 3:19
12. Vide Infra (1999 Bonus Demo) – 3:28
13. In the Unblind (1999 Bonus Demo) – 2:50